# Костёл Пресвятого Сердца Иисуса (Сейловичи)
Костёл Пресвятого Сердца Иисуса (бел. Касцёл Найсвяцейшага Сэрца Ісуса) — деревянная католическая церковь в агорогородке Сейловичи Несвижского района Минской области. Находится в восточной части.

## История

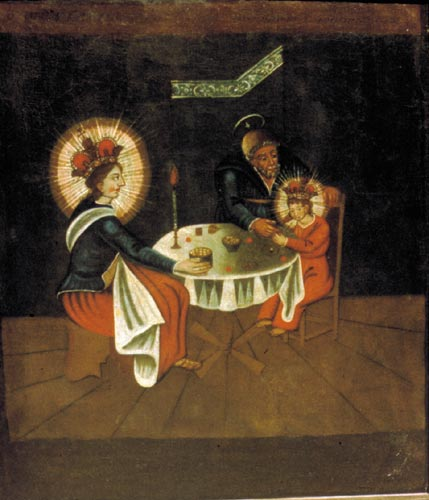
Икона «Святое Семейство» из Сейловичского костёла

Он был построен в XIX веке из дерева. По другим данным, изначально он был построен как униатская церковь в XVIII веке. По результатам всеобщей переписи населения 1897 года в селе Сейловичи проживало 544 православных верующих, а в одноимённом селе — 495 католиков.
Приход при храме был образован в 1920 году. С 1934 года храм принадлежал Несвижскому деканату Пинской диоцеза. Отец Доминик Юзеф, убитый в 1942 году в Несвиже, является приходским священником с 1932 года.
Приход был восстановлен в 1990-х годах. В 2016 году храм посетил архиепископ Минско-Могилевский Тадеуш Кондрусевич. В настоящее время настоятелем прихода является ксендз Петр Шарко.

## Архитектура
Памятник архитектуры народного догуманизма. Церковь прямоугольная в плане под остроконечной крышей, переходящей в шатровую над пятигранной апсидой . Треугольный фронтон фасада завершается четырёхгранной шатровой подписью. Вход решен низким прямоугольным вестибюлем под двускатной крышей. Горизонтально облицованные боковые фасады разделены прямоугольными оконными проемами и перекладинами в стенах.
Икона XVIII века «Святое семейство» (техника — холст и масло), которая сейчас хранится в Музее древнебелорусской культуры, происходит из Сейловичского костёла. По неподтвержденным данным, эта работа неизвестного мастера изначально хранилась в одной из несвижских церквей. Эта икона явно отличается упрощенным и менее удачным исполнением, с попыткой сохранить композиционный строй протографа. Особого внимания требуют появление нимба над святым Иосифом, наличие обоих венцов и сияния на Марии и Иисусе.